# Los Rodríguez (San Miguel de Allende)
Los Rodríguez es una localidad del estado mexicano de Guanajuato. Es parte del municipio de San Miguel de Allende.

## Demografía
| Gráfica de evolución demográfica |
|                                  |

| Censo | Población |
| ----- | --------- |
| 1900  | 621       |
| 1910  | 556       |
| 1921  | 464       |
| 1930  | 448       |
| 1940  | 606       |
| 1950  | 764       |
| 1960  | 821       |
| 1970  | 1 239     |
| 1980  | 1 595     |
| 1990  | 2 375     |
| 2000  | 2 768     |
| 2010  | 2 773     |
| 2020  | 3 196     |